# Casa de John C. Schricker
A Casa John C. Schricker é um edifício histórico localizado no West End de Davenport, Iowa, Estados Unidos. Ele foi listado individualmente no Registro Nacional de Locais Históricos em 1983.

## John C. Schricker
John Schricker foi um empreiteiro de pedra e mármore. Seu trabalho incluiu o Dillon Memorial no centro de Davenport e o Monumento aos Soldados e Marinheiros de Iowa no terreno do Capitólio do Estado de Iowa, em Des Moines.